# Eichhornia natans
Espèce
Classification phylogénétique
Eichhornia natans est une espèce de la famille des Pontederiaceae. Elle est originaire d'Afrique tropicale. Elle est parfois considérée comme faisant partie de l'espèce Eichhornia diversifolia.